# Bardieren

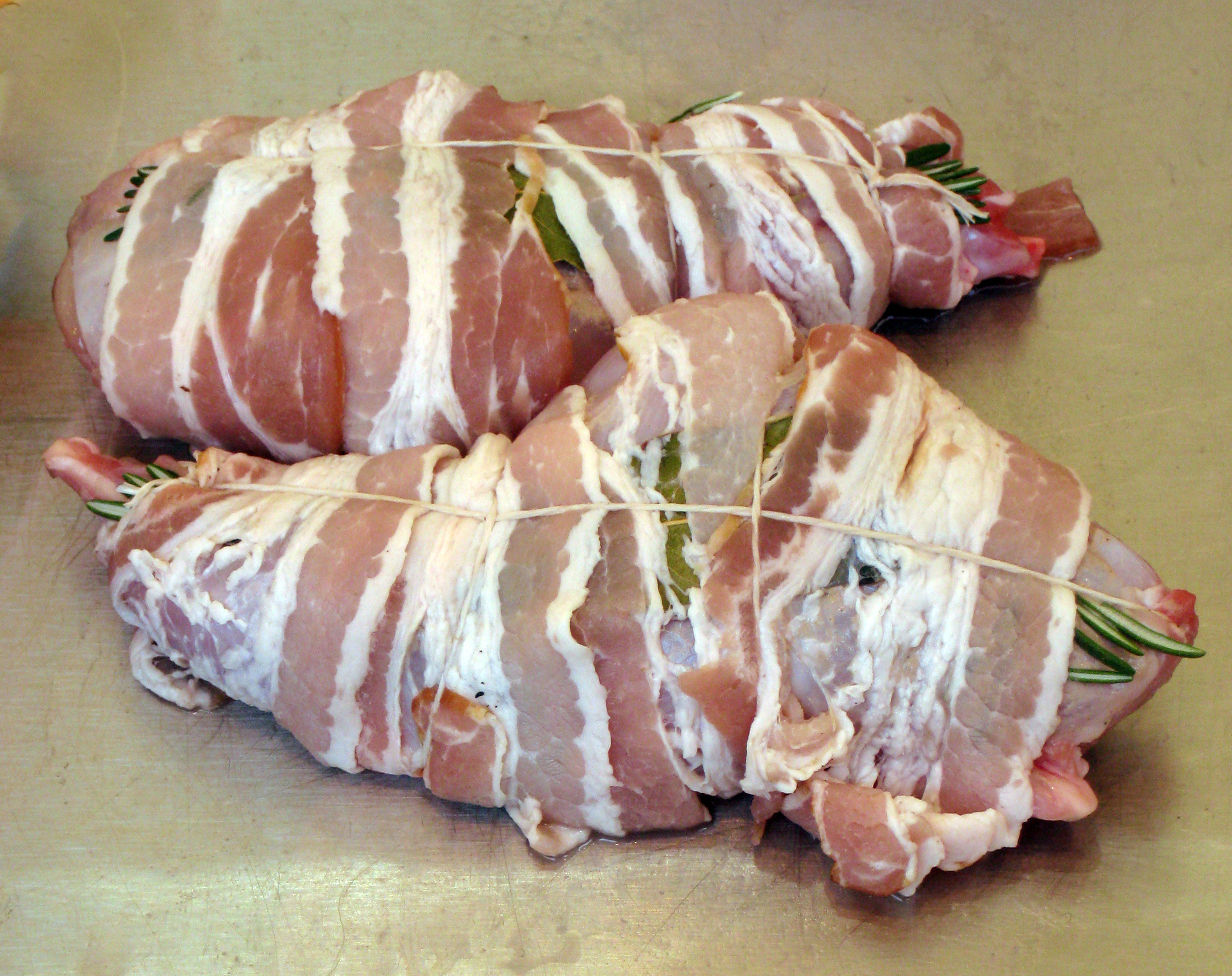
Bardierte Kaninchenschenkel

Beim Bardieren (von französisch barde für ,Speckscheibe‘) wird mageres Fleisch, besonders von Wild und Wildgeflügel, mit Scheiben von frischem Speck belegt oder umwickelt, um das Austrocknen beim Braten zu verhindern und ihm zusätzlich Aroma zu verleihen. Geräucherter Speck wird wegen der meist unerwünschten Geschmacksbeeinflussung nur selten verwendet.
Damit die Oberfläche des Fleischs bräunen kann, sollte der Speck kurz vor Ende der Garzeit entfernt werden.